# Compressorstation
Een compressorstation is een faciliteit in een pijpleiding voor een gas, meestal aardgas, die de druk in de leiding opvoert met behulp van een compressor. De druk die het compressorstation opbouwt moet het gas verplaatsen naar een volgend compressorstation of een eindstation (terminal).
Meestal worden compressorstations langs de pijpleiding geplaatst met een interval van 65 tot 160 kilometer. Het type terrein (hoogteverschil) en de hoeveelheid aangesloten gasbronnen kunnen hierop van invloed zijn. Ook de grootte van de compressorstations verschilt naargelang de dikte van de pijpleiding en hoeveelheid gas die wordt getransporteerd.

## Aandrijving
De meeste compressorstations werken met een van de volgende drie soorten aandrijving:

### Gasturbine
De gasturbine maakt gebruik van een deel van het aangevoerde gas uit de pijpleiding om een centrifugerende compressor aan te drijven. Deze compressor is vergelijkbaar met een grote ventilator die het gas voortstuwt.

### Elektrische motor
Het is ook mogelijk om de centrifugerende compressor aan te drijven met een elektromotor. Dit voorkomt het moeten aanspreken van het getransporteerde gas voordat het de eindbestemming heeft bereikt en de uitstoot van broeikasgassen die hierbij plaatsvindt. Echter is een voorwaarde dat er een betrouwbare bron van elektriciteit in de nabijheid van het compressorstation is.

### Zuigermotor
Behalve centrifugerende compressors worden ook zuigermotoren gebruikt om het gas te comprimeren en aan te drijven. Deze motoren zijn in werking vergelijkbaar met automotoren en gebruiken het gas uit de pijpleiding als brandstof. De zuigers zuigen het gas in de cilinders en stuwen het er vervolgens weer uit door de pijpleiding. Een voordeel van zuigermotoren is dat de hoeveelheid voortgestuwd gas nauwkeuriger op de vraag kan worden afgestemd.

## Filters
Voordat het gas naar de compressor gaat, wordt het eerst in het compressorstation langs een aantal filters gevoerd. Deze filters moeten het gas ontdoen van onzuiverheden zoals water of stofdeeltjes, die tijdens het transport door de pijpleidingen in het gas kunnen komen.